# 福建道宣慰司
福建道宣慰司，又称福建道宣慰使司、福建道宣慰司都元帅府，是元朝在福建设立的机构。
元世祖至元十五年（1278年），置福建等处行中书省，治所在福州路（治今福建省福州市），一度移治泉州，后还福州。至元二十八年（1291年），改为福建道宣慰司，属江西等处行中书省。次年复设福建行省。元成宗大德元年（1297年），改为福建平海等处行中书省，治泉州。次年，改为福建道宣慰司都元帅府，属江浙等处行中书省。分管福州路、建宁路、泉州路、兴化路、邵武路、延平路、汀州路、漳州路等八路。辖境相当今福建全省。另有福建闽海道肃政廉访使，归属江南诸道行御史台，治福州路。元顺帝至正十六年（1356年），改为福建行中书省，治福州，至正十八年（1358年），分省于建州、泉州。明洪武九年（1376年）六月，改为福建等处承宣布政使司。